# Julius Ritter (Politiker)
Julius Ritter (* 5. Januar 1827 in Nakel; † nach 1898) war Gutsbesitzer und Mitglied des Deutschen Reichstags.

## Leben
Ritter besuchte in den Jahren 1838 bis 1843 das Gymnasium in Thorn. Ab 1844 war er Landwirt und ab 1. Juli 1850 Besitzer von Rittershof. Weiter war er Mitglied des Magistrats-Kollegiums in Nakel und ab 1869 Mitglied des Provinzial-Landtages der Provinz Posen.
Von 1893 bis 1898 war er Mitglied des Deutschen Reichstags für den Wahlkreis Regierungsbezirk Bromberg 2 (Wirsitz, Schubin, Znin) und die Deutsche Reichspartei.